# Kopalnia Węgla Kamiennego Niwka-Modrzejów

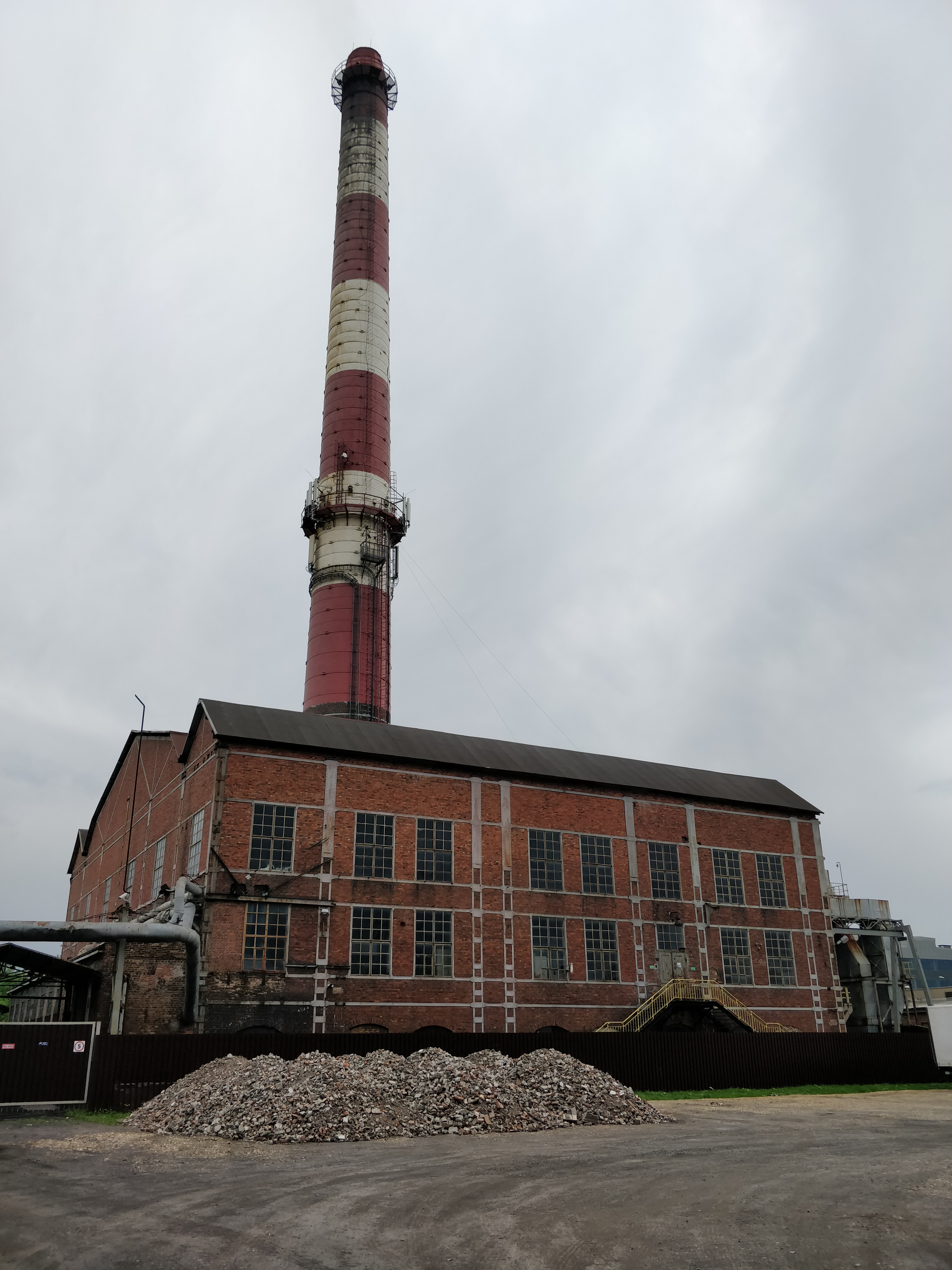
Budynek kotłowni

Kopalnia Węgla Kamiennego „Niwka-Modrzejów” – kopalnia węgla kamiennego w Sosnowcu działająca w latach 1833–1998. W latach 1998–1999 przeprowadzono likwidację kopalni.  

## Historia

### do 1945 roku
- 1833 r. – powstanie KWK „Niwka-Modrzejów”. Trzech wspólników: Maurycy Kossowski, Jacek Lipski i Antoni Klimkiewicz, zakłada w Niwce kopalnię „Jerzy”, przemianowaną w 1928 r. na kopalnię „Niwka”[2].
- 1844 r. – kopalnia zostaje unieruchomiona
- 1867 r. – w kopalni „Jerzy” zostaje wznowione wydobycie węgla, jej właścicielem jest górnośląski przemysłowiec Christian Gustaw von Kramsta.
- 1891 r. – kopalnia zostaje odsprzedana Sosnowieckiemu Towarzystwu Kopalń i Zakładów Hutniczych.
- 1904–1908 w kopalni zbudowano nowy szyb „Jan”, który w 1908 r. wraz z szybem „Władysław” utworzył odrębną kopalnię „Klimontów”.
- 1909–1912 w kopalni zbudowano nowy szyb „Kazimierz”, który w 1919 r. stał się głównym szybem wydzielonej kopalni „Modrzejów”.
- 1910 r. – kopalnia „Jerzy” zatrudnia 1900 pracowników.
- 1914 r. – w kopalni „Niwka” swą karierę zawodową rozpoczął Bolesław Krupiński, obejmując stanowisko sztygara, a następnie zawiadowcy kopalni.
- 1924 r. – stanowisko inżyniera górniczego i kierownika robót górniczych w kopalni „Modrzejów” obejmuje Witold Budryk.
- 1928 r. – zmiana nazwy kopalni „Jerzy” na „Niwka”.
- 1942 r. – koncern Preussag nadał oddzielnym kopalniom „Niwka” i „Modrzejów” wspólną nazwę „Theodor Körner”.

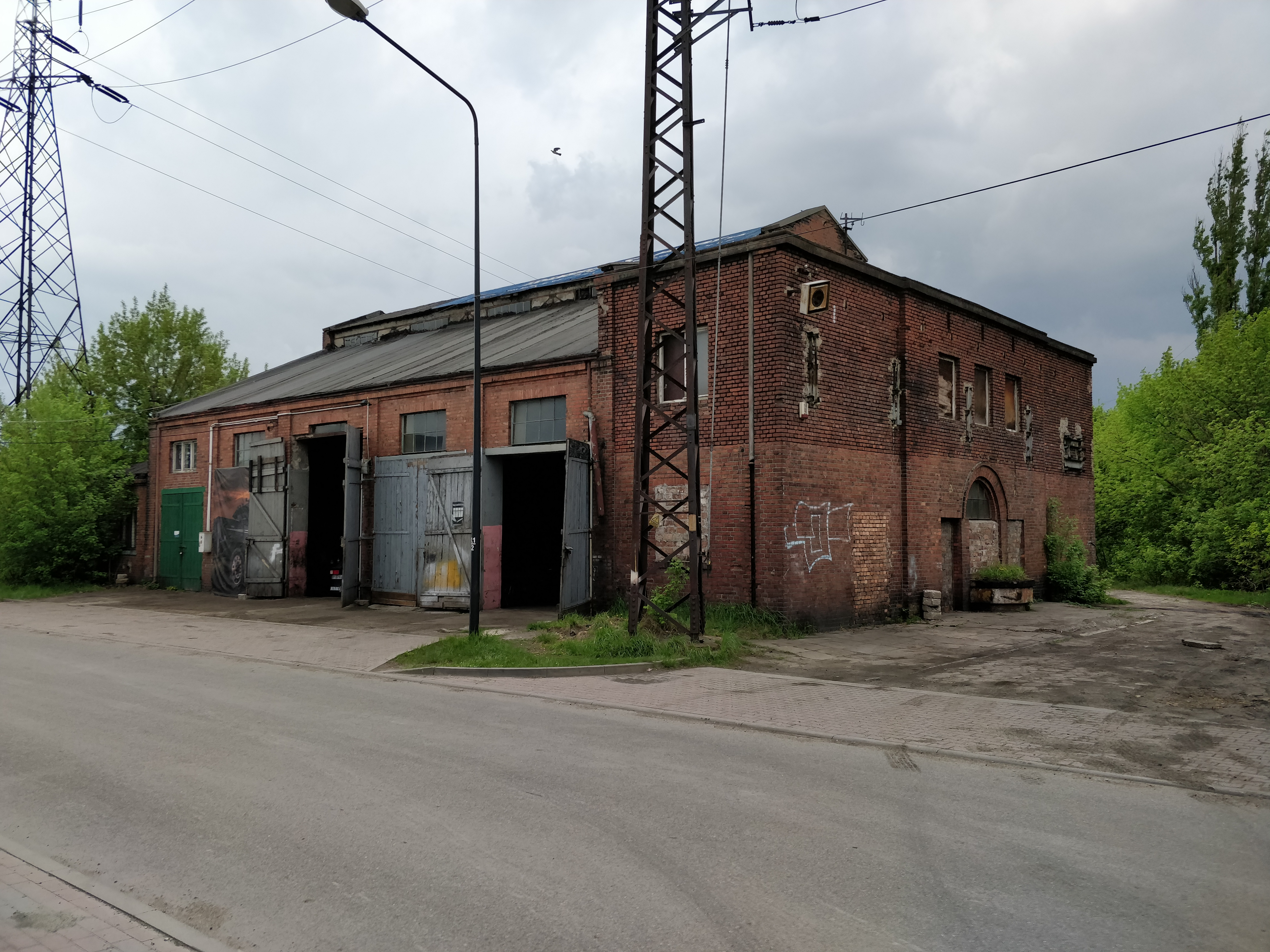

- 5 lipca 1945 r. – połączenie kopalń „Niwka” i „Modrzejów” w KWK „Niwka-Modrzejów”, w ramach której zaczęły działać dwa zakłady wydobywcze: Ruch nr 1 „Modrzejów” i Ruch nr 2 „Niwka”[2].

### 1945-1989
Od 1945 r. kopalnia nosiła nazwę: „Niwka-Modrzejów”. W latach powojennych nastąpił znaczny rozwój zakładu. Całkowicie przebudowane zostały obydwa zakłady wydobywcze („Niwka” i „Modrzejów”) – powstały dwa nowe zakłady przeróbcze wraz z dworcami kolejowymi, dwa kompleksy BHP. W okresie tym udostępniono również nowy poziom wydobywczy, zbudowano osadniki wód dołowych i pogłębiono pięć szybów. W końcu lat 80. XX wieku postanowiono udostępnić nowe złoża węgla na głębokości 910 metrów. W tym celu pogłębiono szyb „Kazimierz I” w Ruchu nr 1 „Modrzejów” oraz wybudowano nowy szyb „Bolesław” w Ruchu nr 2 „Niwka”.

### 1990-1999
Przemiany gospodarcze przełomu lat 80. i 90. XX wieku wpłynęły negatywnie na kondycję finansową kopalni. Z powodu braku środków finansowych wstrzymano prace nad udostępnieniem nowych złóż na głębokości 910 metrów, których wydobycie miało zapewnić kopalni istnienie do 2030 r.. Dalsze ograniczenia kosztów funkcjonowania zakładu osiągnięto m.in. przez likwidację pracowniczych przewozów autobusowych, wynajęcie klubu „Gwarek” prywatnej spółce czy przekształcenie hotelu pracowniczego nr 1 w ogólnodostępny hotel „Zagłębiak”.
- W styczniu 1990 r. załoga kopalni, wraz z górnikami z KWK „Czerwone Zagłębie”, zorganizowała trwający ponad tydzień strajk, domagając się podwyżki płac, zwolnienia dotychczasowej dyrekcji i ograniczenia liczby miejsc pracy w administracji zakładu.
- 1 lipca 1993 r. – kopalnia przeszła pod zarząd Katowickiego Holdingu Węglowego S.A. w Katowicach[4]
- Wrzesień 1996 r. – kopalnia zostaje przekształcona w jednoosobową spółkę ze 100% udziałem KHW S.A. pod nazwą KWK „Niwka-Modrzejów” Spółka z ograniczoną odpowiedzialnością.
- 23 lutego – 24 lutego 1998 r. wypadek w wyniku którego poniosło śmierć 6 górników. Penetracja nieużywanego wyrobiska, tzw. „cicha akcja” mająca na celu zbadanie starego wyrobiska.
- 1998 r. – podjęto decyzję o likwidacji kopalni.
- 7 kwietnia 1999 r. – postawienie kopalni w stan całkowitej likwidacji. W momencie podejmowania decyzji o likwidacji stan zasobów operatywnych w KWK „Niwka-Modrzejów” wynosił 22 803 tys. ton, z czego zasoby operatywne udostępnione wynosiły 6294 tys. ton (w pokładach 409, 418 i 510). Stan zatrudnienia w momencie likwidacji kopalni wynosił 2410 pracowników.
- 6 maja 1999 r. – rozpoczęcie okupacji siedziby Katowickiego Holdingu Węglowego przez protestujących pracowników kopalni.
- 17 maja 1999 r. – górnicy okupujący siedzibę KHW rozpoczynają głodówkę.
- 26 maja 1999 r. – związki zawodowe kopalni podpisały porozumienie, w którym zgodziły się na likwidację kopalni.
- 30 czerwca 1999 r. - wydobyto ostatnią tonę węgla z kopalni[5].

## Eksploatacja
Kopalnia działała na terenie sosnowieckich dzielnic Niwka, Modrzejów, Jęzor, Dańdówka i Dębowa Góra oraz mysłowickich dzielnic Brzęczkowice, Słupna i Centrum. Na obszarze górniczym kopalni eksploatowano pokłady 304, 334, 358, 401, 405, 407-8, 418, 501, 510, 620 w strefie głębokościowej od 0 do ok. 750m p.p.t.. Miąższości pokładów i wybieranego węgla zmieniały się od ok. 1 m do 9–10 m (pokład 510).
- Wykres wielkości wydobycia węgla kamiennego w latach 1895-1975 (w tysiącach ton)[6][7]

## Współczesność
- 21 kwietnia 2007 r. – rozległy pożar nieużytkowanej hali i fragmentu sąsiadującej z nią kotłowni gasiło 27 jednostek straży pożarnej[8].
- czerwiec 2008 r.– prywatny inwestor jest zainteresowany ponownym uruchomieniem kopalni i wybudowaniem obok niej niewielkiej elektrowni na węgiel kamienny[9].
- 12 czerwca 2008 r. – w Krajowym Rejestrze Sądowym została zarejestrowana spółka HMS Niwka Coal Production Company z siedzibą w Katowicach, będąca spółką-córką berlińskiej HMS Bergbau AG. Opracowywany jest projekt wznowienia wydobycia w KWK „Niwka-Modrzejów”[10].
- 25 lipca 2008 r. – spółka HMS Niwka CPC składa wniosek do Śląskiego Urzędu Wojewódzkiego w Katowicach o wydanie decyzji o środowiskowych uwarunkowaniach zgody na realizację przedsięwzięcia polegającego na uruchomieniu wydobycia węgla kamiennego na obszarze zlikwidowanej kopalni „Niwka-Modrzejów” w Sosnowcu[11].
- 16 lipca 2009 r. – spółka HMS Niwka CPC złożyła wniosek do Głównego Geologa Kraju, w imieniu Ministra Środowiska, o udzielenie koncesji na wydobywanie węgla kamiennego z pokładu 510, w obszarze złoża „Modrzejów”[11].
- 2012 r. - Dawne budynki kopalni Niwka-Modrzejów zostały zaadaptowane na potrzeby Sosnowieckiego Parku Naukowo-Technologicznego.  Jego zadaniem jest stymulowanie rozwoju gospodarczego Sosnowca i województwa śląskiego poprzez przyciąganie, wspieranie i rozwój innowacyjnych przedsiębiorstw, działających w sektorze nowoczesnych technologii[12].